# Ubacisi
Ubacisi capensis es una especie de araña araneomorfa de la familia Cyatholipidae. Es la única especie del género monotípico Ubacisi.  Es nativa de Sudáfrica.